# Jean-Marie Corlu
Jean-Marie Corlu, né le 8 août 1912 à Saint-Donat-sur-l'Herbasse et décédé le 30 août 1944 à l'hôpital franco-musulman de Bobigny, est un militaire français, compagnon de la Libération. Il a notamment participé au raid sur Koufra et à la bataille de Normandie.

## Biographie
Militaire de carrière sorti de Saint-Cyr en 1933, il commence sa carrière au 24e Régiment de tirailleurs sénégalais. Affecté en AOF en 1934, il est promu lieutenant en 1934. L'armistice de 1940 le surprend alors qu'il est commandant du Groupe méhariste d'Agadès. Le 8 août 1940 (jour de son 28e anniversaire), alors que le Niger est toujours loyal au gouvernement de Vichy, il décide de passer aux Forces Françaises Libres. Il le fait à l'issue d'un raid audacieux de 10 jours et 700 kilomètres à travers le désert, où, escorté de deux goumiers, il échappe à toutes les recherches. Il se présente aux autorités militaires anglaises du Nigéria, puis rejoint le Tchad, territoire gaulliste depuis le 26 août.
Après plusieurs missions de reconnaissance délicates pour le compte du colonel Leclerc, il participe au raid sur Koufra, où, le 25 février, il s'illustre dans les combats avant d'être blessé aux jambes et de poursuivre le combat. Cité à l'ordre de l'armée, il est nommé capitaine le 1er mars 1941, avant d'être hospitalisé.
Fin 1941, le commandement de la 12e compagnie du Régiment de tirailleurs sénégalais du Tchad et en fait une unité d'élite. Mi-1942 il tombe malade et reste immobilisé plusieurs mois. En février 1943, il reprend le commandement de la 12e compagnie portée du RTST avec laquelle il prend part alors à la 2e campagne du Fezzan. À la fin du même mois, il saute sur une mine à Ksar Rhilane en Tunisie. En mai 1943, il devient, à 31 ans, le plus jeune chef de bataillon de sa Division.
Il est alors appelé à l'état-major du Régiment de Marche du Tchad puis, alors que la 2e DB s'apprête à quitter le Maroc pour rejoindre l'Angleterre, il est nommé officier adjoint du 1er bataillon du Régiment de Marche du Tchad.
Le 4 août 1944, il débarque à Sainte-Mère-Église, puis participe aux combats de la prise d'Alençon et d'Argentan. Le 25 août, il entre dans Paris à la tête du 1er Bataillon du RMT. Le 27 août, lors de combats du Bourget, sa jeep est prise sous le feu ennemi alors qu'elle s'engage sur un terrain d'aviation. Grièvement blessé au ventre, il est évacué vers l'hôpital franco-musulman de Bobigny, où il décède le 30 août des suites de ses blessures. Il a juste 32 ans. Il sera enterré à Saint-Donat-sur-l'Herbasse.

## Décorations
- Officier de la Légion d'honneur[Quand ?]
- Compagnon de la Libération par décret du 14 juillet 1941
- Croix de guerre 1939–1945 (3 citations)
- Médaille de la Résistance française avec rosette par décret du 31 mars 1947[1]
- Médaille coloniale avec agrafe Koufra